# Egesina diffusa
Egesina diffusa är en skalbaggsart som beskrevs av Holzschuh 2007. Egesina diffusa ingår i släktet Egesina och familjen långhorningar. Inga underarter finns listade i Catalogue of Life.